# Paratricommatus
Paratricommatus is een geslacht van hooiwagens uit de familie Gonyleptidae.
De wetenschappelijke naam Paratricommatus is voor het eerst geldig gepubliceerd door Piza in 1943. 

## Soorten
Paratricommatus omvat de volgende 2 soorten:
- Paratricommatus mahnerti
- Paratricommatus modestus